# Iridoplitis malgassica
Iridoplitis malgassica är en fjärilsart som beskrevs av Sergius G. Kiriakoff 1960. Iridoplitis malgassica ingår i släktet Iridoplitis och familjen tandspinnare. Inga underarter finns listade i Catalogue of Life.